# Ferdinand Bischoff
Ferdinand Franz Xaver Georg Bischoff (ur. 24 kwietnia 1826 lub 1824 Ołomuniec zm. 16 sierpnia 1915 w  Grazu) – profesor austriackiego prawa i historii prawa, rektor Uniwersytetu w Grazu i dziekan tamtejszego wydziału prawa. Wieloletni wykładowca Uniwersytetu Lwowskiego.
Po ukończeniu szkoły średniej, w 1850 roku Bischoff pracował przez pewien czas w archiwum, nim rozpoczął w 1851 docenturę w dziedzinie historii prawa i austriackiego prawa górniczego na wydziale prawa Uniwersytetu w Ołomuńcu. Następnie wyjechał do Wiednia, gdzie studiował w szkole praw przy Terezjańskiej Akademii Wojskowej, by ostatecznie uzyskać habilitację na podstawie pracy o dziejach prawa austriackiego złożonej w Uniwersytecie Wiedeńskim. W latach 1855-65 był profesorem zwyczajnym Uniwersytetu Lwowskiego. Następnie przeniósł się do Grazu, gdzie w latach 1865-1896 wykładał w Uniwersytecie w Grazu. Przez sześć kadencji był dziekanem wydziału, a w latach 1871-72 pełnił obowiązki rektora uniwersytetu. Bischoff był również członkiem Wiedeńskiej Akademii Nauk.
Ferdynand Bischoff wraz z George'em Phillipsem zaliczany jest do pierwszych nowożytnych historyków prawa działających na terenie Austro-Węgier. Jego badania w zakresie źródeł prawa stanowiły podstawę austriackich rozwiązań konstytucyjnych, administracyjnych i w dziedzinie praw obywatelskich. Opracował i wydał drukiem wiele tekstów na temat źródeł praw miasta Ołomuńca, Galicji i Styrii, zajmował się także austriackim prawem dotyczącym wyrębu drzewa, kodeksami prawnymi miasta Krakowa, procesami o czarnoksięstwo, oraz prawem o zastawie nieruchomości. Opracowywał również źródła na temat historii styryjskiej muzyki.